# ʾItū
ʾItū oder ʾUtū (kurÙ-tu-ʾ) war ein aramäisches Territorium westlich des mittleren Tigris. Die Bewohner (Utu'aja) waren Nomaden oder Halbnomaden. Sie sind seit  Tukulti-Ninurta II. in der Gegend von Samarra nachgewiesen. Der assyrische Herrscher will dort ihre Zelte erobert haben. Im 9. Jahrhundert BCE unterstanden sie dem Statthalter von Aššur, ab 790 BCE sind aber zahlreiche Feldzüge gegen sie belegt. Endgültig werden sie erst von Tukulti-apil-Ešarra III. unterworfen.
Die Utu'aja wurden von Häuptlingen beherrscht, diese werden noch zur Zeit Sargons erwähnt.